# Babylón (rozhledna, okres Brno-venkov)
Babylón byla rozhledna, která se nacházela severovýchodně od obce Kaly v okrese Brno-venkov, na stejnojmenném vrcholu s nadmořskou výškou 505 m.
Podobně jako nedaleká rozhledna Křivoš byla i rozhledna Babylón postavena za podpory obce Kaly a mikroregionu Porta, její stavba proběhla v roce 2005. Jednoduchá dřevěná rozhledna o celkové výšce 7 metrů měla jednu plošinu volně přístupnou po dřevěném žebříku. Výhled byl směřován především severním směrem do přírodního parku Svratecká hornatina a k Sýkoři. Na vrchol kopce, kde se rozhledna nacházela, vede žlutě značená turistická trasa. 
V roce 2016 byla rozhledna v dezolátním stavu, silně napadena hnilobou a nepřístupná. Nedlouho poté byla zbořena.